# Jeanette Dolson
Mildred Jeanette Dolson-Cavill, kanadska atletinja, * 13. avgust 1918, Toronto, Kanada, † 17. julij 2004, North Palm Beach, Florida, ZDA.
Nastopila je na olimpijskih igrah leta 1936, kjer je osvojila bronasto medaljo v štafeti 4x100 m, v teku na 100 m se je uvrstila v polfinale. Na igrah Britanskega imperija je osvojila srebrno medaljo v štafeti 3x110/220 jardov ter bronasti medalji v teku na 100 jardov in v štafeti 4x110/220 jardov leta 1938. 